# The Morning Papers
Singles de Prince & The New Power Generation
Damn U
(1992) Pink Cashmere
(1993)
The Morning Papers est une chanson de Prince et The New Power Generation, issue de l'album Love Symbol Album. La chanson a été publiée en tant que quatrième single pour une sortie commerciale mondiale, et cinquième au total pour les États-Unis. Le single comporte comme face-b, le titre Live 4 Love, extrait de l'album Diamonds and Pearls. La version anglaise du single contient la piste Love 2 the 9's, provenant de l'album Love Symbol Album.
Aux États-Unis, le single se hisse à la 44e position au Billboard Hot 100, 18e au Top 40 Mainstream, 37e via le classement du Hot 100 Airplay (Radio Songs), 68e aux Hot R&B/Hip-Hop Songs et à la 10e aux Bubbling Under Hot 100 Singles. En Europe, le single s'est classé à la 42e position en Belgique, 39e aux Pays-Bas, 52e au Royaume-Uni et à la 31e en Suisse.

## Charts
| Pays                                        | Meilleure position | Nombre de semaines | Réf    |
| ------------------------------------------- | ------------------ | ------------------ | ------ |
| Belgique (Ultratop)                         | 42                 | 3                  | [ 7 ]  |
| États-Unis (Billboard Hot 100)              | 44                 | 11                 | [ 2 ]  |
| États-Unis (Hot 100 Airplay (Radio Songs))  | 37                 | 10                 | [ 4 ]  |
| États-Unis (Top 40 Mainstream)              | 18                 | 9                  | [ 3 ]  |
| États-Unis (Hot R&B/Hip-Hop Songs)          | 68                 | 7                  | [ 5 ]  |
| États-Unis (Bubbling Under Hot 100 Singles) | 10                 | 1                  | [ 6 ]  |
| Pays-Bas (Single Top 100)                   | 39                 | 3                  | [ 8 ]  |
| Royaume-Uni (UK Singles Chart)              | 52                 | 3                  | [ 9 ]  |
| Suisse (Swiss Hitparade)                    | 31                 | 10                 | [ 10 ] |